# Бурайда ибн аль-Хусайб
Бурайда ибн аль-Хусайб аль-Аслами́ (араб. بريدة بن الخصيب الأسلمي‎; ум. в 682) — один из сподвижников пророка Мухаммада.

## Биография
Бурайда ибн Хусайб был родом из племени Аслам. История его знакомства с Пророком восходит к периоду переселения (хиджра) Мухаммада и других мусульман из Мекки в Медину. В ночь, когда Мухаммаду удалось уйти из Мекки, курайшиты послали за ним погоню, которая оказалась безрезультатной. Тогда они объявили всем племенам, которые жили в окрестностях Мекки, что готовы отдать сто верблюдов каждому, кто сумеет доставить к ним живого или мёртвого Мухаммада. Среди тех, кто хотел найти и сдать его курайшитам в обмен на это вознаграждение был и Бурайда. Он вместе с семидесятью всадниками перекрыл путь, проходящий через территорию его племени и выяснял личность всех путников. В один из дней Бурайда и его люди встретили пророка Мухаммада с Абу Бакром ас-Сиддиком. Познакомившись, они завели беседу, после которой Бурайда и его люди приняли ислам. После этого все они продолжили путь к Медине и охраняли его. Заявив Пророку, что его вхождение в Медину без знамени нежелательно, Бурайда снял с головы свою повязку и, нанизав её на копье, стал его знаменосцем.
Спустя некоторое время Бурайда совершил переселение в Медину. Он принял участие и сражался в шестнадцати походах и сражениях против врагов мусульман. Он особо отличился в битве при взятии Хайбара. В день взятия Мекки он был в числе знаменосцев от племени Аслам. Пророк также назначил его сборщиком налога (закята) с племен Аслам и Гифар.
После взятия Мекки он был отправлен в составе военного отряда Халида ибн аль-Валида в Йемен. Затем принимал участие в походе войск Усамы ибн Зейда в сторону Сирии. В период правления Праведных халифов, Бурайда продолжил свое участие в военных походах мусульманских войск в Хорасан и другие регионы.
Прославился тем, что проповедовал ислам в новых провинциях Халифата. Он также известен как передатчик хадисов. Им было передано 164 хадиса, один из которых вошёл в сборник имама аль-Бухари, а одиннадцать в сборник имама Муслима.
Бурайда умер в Хорасане в период правления халифа Язида ибн Муавии.